# 幸信洞
幸信洞（행신동）位於大韓民國京畿道高陽市德陽區，鄰近的地區有：幸州洞（행주동）、土堂洞（토당동）、花井洞（화정동）、道乃洞（도내동）及江梅洞（강매동）。幸信洞原屬幸州，洞內有多個歷史遺蹟，曾有陽川許氏（양천허씨）的遺物小考出土。

## 行政區劃
行政上，幸信洞為為幸信1洞和幸信2洞兩個行政洞，但其實幸信1洞管理的地方，還包括部份江梅洞的地方。

## 旅遊
- 柳珩將軍墓

## 外部連結
- 高陽市政府：高陽市：文化觀光地點：幸信洞